# Hyman Minsky
Hyman Philip Minsky (Chicago, 1919. szeptember 23. – Rhinebeck, 1996. október 24.) amerikai közgazdász. A heterodox közgazdaságtanhoz tartozik, ezen belül a posztkeynesiánus iskolához. Legismertebb munkái a pénzügyi rendszer és a gazdasági konjunktúraciklusok összefüggéseivel foglalkoznak.

## Élete
Belorusz származású, de Chicagóban született mensevik menekültek gyermekeként, és Amerikában élt.

## Karrier
1949–58 között a Brown Egyetemen tanított, 1957-65 között pedig a University of California, Berkeley professzora. 1965–1990 között a Washington University (St. Louis) professzora, innen ment nyugdíjba. Halálakor a Levy Institute kitüntetett tanára a Bard College-ban.

## Nézetei
Minsky munkásságának középpontjában a pénzügyi instabilitási hipotézis állt. Ennek lényege, hogy a kapitalizmusban a pénzügyi rendszer konjunktúra időszakában hajlamos a túlságos optimizmusra, a túlhitelezésre. Válság idején viszont túlságosan konzervatívvá válik a hitelezése. A két fázis inflexiós pontja az összeroppanás, melyet szoktak „Minsky momentnek” (Minsky-pillanat) is nevezni. Mindezzel pedig felerősíti a makrogazdasági konjunktúra ciklusokat, azaz prociklikus hatása van.
Minsky élete alatt többségében a periférián dolgozott. Halála után, főleg a 2008-as nagy pénzügyi válság kapcsán azonban felismerték jelentőségét. Tanításai nyomán létrejött a minskyánus iskola, melynek legprominensebb képviselői Wynne Godley és Steve Keen.

## Publikációi
- (2013) Ending Poverty: Jobs, Not Welfare. Levy Economic Institute, New York. ISBN 978-1936192311
- (2008) [1st. Pub. 1975]. John Maynard Keynes. McGraw-Hill Professional, New York. ISBN 978-0-07-159301-4
- (2008) [1st. Pub. 1986]. Stabilizing an Unstable Economy. McGraw-Hill Professional,  New York. ISBN 978-0-07-159299-4
- (1982) Can "It" Happen Again?. M.E. Sharpe, Armonk. ISBN 978-0-87332-213-3
- (Winter 1981–82) "The breakdown of the 1960s policy synthesis". New York: Telos Press. Archived at Hyman P. Minsky Archive. 166.

### Magyarul
- Hosszú hullámok a pénzügyi kapcsolatokban: pénzügyi tényezők a súlyosabb válságokban PDF – In: Fordulat, 2008. (1. évf.) 4. sz. 10–25. o.